# Aria Montgomery
 (février 2020).
Si vous disposez d'ouvrages ou d'articles de référence ou si vous connaissez des sites web de qualité traitant du thème abordé ici, merci de compléter l'article en donnant les références utiles à sa vérifiabilité et en les liant à la section « Notes et références ».
Pour le personnage de la série télévisée Pretty Little Liars, voir Hanna Marin.
Aria Marie Montgomery est l'un des quatre personnages principaux de la série de romans Les Menteuses, de Sara Shepard.
Dans la série télévisée Pretty Little Liars, diffusée sur ABC Family entre le 8 juin 2010,et le 27 juin 2017 Aria Montgomery est interprétée par l'actrice Lucy Hale (avec la voix française d'Élisabeth Ventura). Sur la couverture des romans, ce sont des photos d'Olga Alexandrovskaia.

## Livres

### Biographie
Lorsque Aria était en 6e, elle n'avait pas d'amis et était décrite comme étant « artistique » et « excentrique ». Celle-ci ne s'est jamais sentie à l'aise parmi les « ados typiques de Rosewood » qui sont riches, populaires et beaux. Cependant, un peu plus tard dans l'année, Aria fait la rencontre de la plus populaire et enviée de tout l'Externat de Rosewood, « Alison » DiLaurentis. Celle-ci devient la chef de bande comprenant Aria, Hanna Marin, Emily Fields et Spencer Hastings. Quelques mois après, Aria découvre avec « Ali » que son père a une liaison avec Meredith Gates, l'une de ses élèves. Aria promet à son père de ne jamais en parler à sa mère mais, à la suite de tout cela, « Ali » s'amuse à la taquiner. Plusieurs jours avant la disparition de cette dernière, Aria l'évitait pour qu'elle ne l'embête pas avec ses problèmes familiaux. Après la mystérieuse disparition de son amie, à la fin de leur année de 5e, Aria part vivre en Islande avec sa famille et perd de vue Hanna, Spencer et Emily.
Un an plus tard, Aria et sa famille rentrent à Rosewood. Dès son retour, elle commence à être tourmentée par un dénommé « A » qui la menace de révéler à tout le monde la liaison secrète de son père. Aria pense que c'est « Alison » qui lui envoie tous ces textos étranges mais, lorsqu'on retrouve le cadavre de son amie dans l'ancien jardin des DiLaurentis, Aria se demande qui peut bien être « A ». Entre-temps, peu avant la rentrée des classes, Aria rencontre un jeune homme prénommé Ezra Fitz - avec qui elle tisse des liens très forts. Ils commencent très vite à sortir ensemble, mais Aria découvre qu'il est en réalité son nouveau professeur de littérature. « A » commence alors à la menacer de révéler sa relation interdite avec son prof à tout le monde. Ezra rompt immédiatement avec elle, en lui disant qu'ils ne devraient pas être ensemble. Attristée, Aria tente alors de le rendre jaloux en flirtant avec Noel Kahn, le garçon le plus populaire de l'école de Rosewood, qui s'avère être le premier gros coup de cœur d'Aria à l'époque où « Ali » était toujours vivante, mais ils rompent finalement et quelque temps plus tard Aria se remet en couple avec Ezra. Entre-temps, « A » révèle à Ella que Byron l'a trompé un an auparavant avec l'une de ses élèves et que Aria le savait depuis le début. Ella divorce alors avec Byron.
Les quatre amies commencent à soupçonner Ian (l'ex-fiancé de Melissa Hastings, la sœur aînée de Spencer), d'y être pour quelque chose dans la mort de leur amie. Elles découvrent que l'affaire Jenna n'était pas un accident et que « Alison » avait tout planifié avec la concernée pour se débarrasser de Toby - qui abusait sexuellement d'elle. Elles découvrent que « A » est Mona Vanderwaal, la meilleure amie d'Hanna et ancienne cible préférée de « Alison ». Après une bagarre avec Spencer, Mona tombe accidentellement dans un ravin mais ne meurt pas.
Lorsque les quatre anciennes amies sont à nouveau menacées par un nouveau « A », elles se serrent les coudes. Alors que Spencer, Aria, Emily et Hanna se retrouvent piégées dans un chalet au milieu de la forêt par un feu criminel, elles sont persuadées d'avoir vu « Alison » DiLaurentis dans cet incendie.

### Apparence physique
Dans les livres, Aria est décrite comme étant grande et mince. Elle a de longs cheveux épais noirs avec des reflets rosés et de grands yeux bleus d'acier. Dans la série, elle a de grands yeux verts, et elle est assez petite de taille.

## Série

### Biographie
Aria Montgomery est la bohème du groupe avec ses amis. Après la disparition de son amie Alison DiLaurentis, elle part s'installer en Islande avec sa famille. Elle revient s'installer à Rosewood un an plus tard, toujours attristée par la disparition de son amie. Mais elle revient transformée d'Islande ; elle a mûri et est devenue une jeune femme perspicace. Sous les conseils de ses parents, Aria reprend contact avec ses trois anciennes meilleures amies ; Hanna Marin, Spencer Hastings et Emily Fields. La veille de la rentrée scolaire, Aria a rencontré un jeune homme dans un bar et il y a tout de suite eu de l'alchimie entre eux. Mais le lendemain, au lycée, elle découvre que cet homme en question n'est autre que son nouveau professeur de littérature. Cependant, malgré leur différence d'âge, ils ont commencé à entamer une relation de longue durée ; avec beaucoup de hauts et de bas. Avec Spencer, Aria est très intelligente et comprend vite les choses. Elle n'est, également, pas proche de son père, Byron, à cause des nombreux mensonges que celui-ci a raconté à la famille, mais elle est cependant très proche de sa mère, Ella.

### Saison 1
Un an avant le début de la série, Aria et ses trois amies Hanna Marin, Emily Fields et Spencer Hastings étaient meilleures amies avec Alison DiLaurentis, la plus populaire et cruelle du lycée de Rosewood. Lors d'une soirée pyjama dans la grange de la famille de Spencer, Alison disparaît mystérieusement. Son corps n'est retrouvé qu'un an plus tard dans le sous-sol de la maison de cette dernière.
Dans le premier épisode de la série, Aria revient à Rosewood après un an d'absence passé en Islande avec sa famille. Étant toujours perturbée par la disparition d'Alison, ses parents Ella et Byron, l'encouragent à reprendre le contact avec ses anciennes amies ; Hanna, Spencer et Emily. Aria remarque que son père est lui aussi perturbé et le rassure en lui disant que son secret est bien gardé. Après avoir emmené son frère Mike à son entraînement de crosse, Aria va dans un bar et rencontre un jeune homme plus âgé qu'elle, Ezra Fitz. Ce dernier croit qu'elle est étudiante en fac et lui informe qu'il va être professeur de littérature pour la première fois dès la rentrée prochaine. Très attiré l'un par l'autre, Aria et Ezra s'embrassent dans les toilettes du bar.
Le jour de la rentrée, Aria et son père entame une conversation et ce dernier lui dit qu'il espère qu'elle pourra lui pardonner pour ce qu'il a fait un an auparavant. Aria lui dit qu'elle l'espère aussi puis elle sort de la voiture. Tout en regardant son père partir, Aria a un flashback ; dans ce flashback on voit Alison et Aria marcher dans la rue quand tout à coup, elles surprennent le père d'Aria en train d'embrasser une jeune femme dans sa voiture. Il est plus tard révélé que cette jeune femme en question se prénomme Meredith Sorenson, et qu'elle est une des étudiantes de fac de Byron.
Au lycée, Aria reparle à Emily et cette dernière lui informe qu'elles se sont toutes perdues de vue depuis la disparition d'Alison. En cours de littérature, Aria découvre que son professeur est Ezra Fitz. À ce moment-là, Aria reçoit un message d'un certain « A » disant : « Peut-être qu'il fait ça avec les étudiantes tout le temps. Demande à ton père. -A ». Aria tente de continuer de fréquenter Ezra mais ce dernier lui dit que puisqu'il est dorénavant son professeur, tout a changé. Cependant, ils se remettent ensemble lors des funérailles d'Alison. Le corps d'Alison a été retrouvé sous la piscine des DiLaurentis qui était en voie de construction lorsqu'elle a disparu. C'est également lors des funérailles d'Alison que les quatre anciennes amies redeviennent amies et se révèlent qu'elles reçoivent toutes des messages menaçant de la part de « A ». À la fin des funérailles, le détective Darren Wilden lance quelques accusations envers les filles sur le meurtre d'Alison et leur dit qu'elles doivent être de nouveau interrogées, maintenant que c'est lui qui dirige l'enquête. À cet instant-là, les quatre amies reçoivent un message de « A » disant : « Je suis toujours là, les garces. Et je connais tous vos secrets. - A ».
Aria et ses amies continuent d'être torturées par « A » qui connait tous les secrets qu'elles confiaient à Alison, y compris le secret sur une mystérieuse aveugle du nom de Jenna Marshall. Il est ensuite révélé que lors d'une soirée pyjama chez Alison, Toby Cavanaugh, le demi-frère de Jenna, les espionnait. Lorsque Alison le vit, elle voulut se venger en jetant un pétard dans le garage de Jenna. Mais il explose au moment où Jenna était à l'intérieur, ce qui l'a rendu aveugle. Cependant, les filles ne comprennent toujours pas comment Alison a fait pour que Toby accepte de s'accuser auprès de la police à sa place. Il a plus tard été révélé que Toby avait accepté de se faire accuser à la place d'Alison car cette dernière l'avait surpris en train de faire l'amour avec Jenna quelques minutes avant que la bombe explose.
Aria essaye de vivre son histoire d'amour secrète avec Ezra, tout en essayant de cacher à sa mère l'infidélité de son père avec une de ses élèves, il y a un an de cela. Cependant, « A » envoie une lettre à Ella lui avouant la liaison que Byron a eu avec Meredith et qu'Aria le savait depuis le début. Se sentant trahie, Ella quitte la maison et Aria se sent coupable. Lorsque « A » envoie un message intempestif à Ezra, ce dernier croit qu'Aria a parlé de leur relation à quelqu'un et il rompt avec elle. Il part pendant quelque temps à New York et Aria apprend qu'il est parti là-bas pour chercher un nouveau travail. Aria essaye alors de se remettre de sa rupture avec Ezra.
Noel Kahn, un garçon pour lequel Aria avait le béguin à l'époque où Alison était toujours en vie, lui demande de sortir avec lui. Après avoir refusé en premier, elle accepte de sortir avec lui. Mais quand Ezra revient à Rosewood, elle se rend compte qu'elle l'aime toujours et qu'elle n'aime pas Noel. Ezra et Aria se remettent alors ensemble. Lors de la fête d'anniversaire de Mona, Aria et Ezra sont surpris par Hanna en train de s'embrasser dans la voiture.
Maintenant que ses amies sont au courant pour sa relation avec Ezra, elles pensent toutes que Noel Kahn est « A » car Hanna l'a vu taguer « Je vous vois » à l'arrière de la voiture dans laquelle Ezra et Aria s'embrassaient. Lors de cette fête, Spencer et Emily ont trouvé dans la forêt un arbre où il y avait d'inscrit : Alison + Ian mais quand elles veulent le montrer à Aria et Hanna, quelqu'un a coupé l'arbre. Les quatre amies apprennent ensuite que la sœur aînée de Spencer, Melissa, vient de se fiancer à Ian. Lui faisant confiance, Aria révèle tout à Ezra à propos de l'affaire « Jenna Marshall ». Aria apprend qu'Ezra a déjà été fiancé et que c'est son ex-fiancée qui a rompu leurs fiançailles. Byron offre un travail à Ezra à l'université Hollis, et ce dernier accepte réalisant qu'il pourra alors vivre une histoire d'amour normale avec Aria, maintenant qu'il ne sera plus son professeur. Aria découvre que son ex-fiancée, Jackie Molina, travaille également à Hollis et qu'Ezra le savait mais qu'il ne lui a rien dit.
Grâce à une clé, les filles découvrent une série de vidéos filmées par Ian Thomas. Elles pensent alors qu'il est le meurtrier d'Alison, alors les quatre amies montent un plan contre lui. Mais leur plan échoue lorsque « A » tue Ian et retire son corps des lieux du crime. Toute la ville pense alors qu'il s'agit d'une mascarade de la part des quatre amies.

### Saison 2
Au début de la saison, Aria et Ezra sont au bord de la rupture à cause de Jackie Molina. Ezra fait tout ce qu'il peut pour lui prouver qu'il ne veut qu'elle et que personne d'autre ne l'intéresse. Lors de son dernier jour comme professeur au lycée de Rosewood, Ezra range ses affaires dans sa voiture quand Aria se jette dans ses bras et l'embrasse. Elle se rend compte alors qu'ils sont faits l'un pour l'autre et qu'elle l'aime quoi qu'il arrive.
Ian est retrouvé mort dans une grange, laissant croire qu'il s'agit d'un suicide. Mais Emily remarque que la lettre qu'Ian a laissée a en fait été écrite par « A ». Emily bute alors sur Logan Reed, le messager qui avait été envoyé pour ramasser l'argent pour Ian, après que les filles les ont fait chanter afin de révéler comme le meurtrier d'Alison. Lorsqu'Emily révèle cette information à l'officier Garrett qui est envoyé pour surveiller les filles, il paye Logan pour la faire taire, ordonnant à Emily de ne faire aucune recherche.
Jason DiLaurentis, le frère aîné d'Alison, revient à Rosewood et les quatre amies pensent qu'il a de mauvaises intentions mais Aria change rapidement d'avis lorsque Jason lui promet de ne pas porter plainte contre son frère Mike qui est entré par effraction en pleine nuit. Son frère continue d'entrer par effraction dans des maisons mais il arrête lorsqu'il est arrêté par la police et qu'il est libéré car ses parents sont venus le chercher au commissariat. Mike devient alors dépressif et reste enfermé dans sa chambre à faire de mystérieuses choses. Aria essaye de l'aider mais rien de ce qu'elle ou sa famille dit ne l'aide.
Jason et Aria se rapprochent jusqu'au jour où Jason l'embrasse. Elle lui dit qu'elle n'est pas libre et elle s'en va confuse. Aria se confit à Emily sur son histoire confuse avec Jason. Emily lui dit de ne plus s'approcher de lui et qu'elle a Ezra, qu'elle aime vraiment.
À la suite de cette histoire, Spencer et Emily entrent par effraction en pleine nuit chez Jason. Elles trouvent plusieurs photos d'Aria en train de dormir. Elles en parlent à Aria qui commence à être effrayée. Plus tard, Aria confronte Jason à propos des photos et ce dernier lui dit qu'elles appartenaient à Alison. Elle le croit mais elle est tout de même incertaine sur ses raisons de son retour à Rosewood. Au restaurant, Aria aperçoit Jason et ils commencent à discuter. Spencer et Toby tombent sur eux et Spencer se dit qu'elle doit en parler à la seule personne qu'Aria écoute : Ezra. Alors qu'Ezra s'apprêtait à partir, Spencer monte dans sa voiture et ce dernier est surpris. Elle lui dit ce qu'elle sait sur Jason et qu'Aria est en danger. Ezra confronte Aria et il lui dit qu'il ne veut pas la perdre et qu'il est prêt à dire à tout le monde qu'ils sont ensemble. Aria est alors heureuse. Jason les surprend en train de s'embrasser et comprend qu'Ezra est la raison pour laquelle Aria n'est pas libre. Plus tard dans la soirée, Ella dit à Aria qu'il y a une rumeur au lycée sur le fait qu'Ezra aurait une liaison avec une de ses étudiantes. Aria ne sait pas où sa mère veut en venir et Ella lui dit qu'elle pense qu'il a une liaison avec Spencer après avoir vu cette dernière monter dans sa voiture. Elle lui dit ensuite qu'elle se sentirait trahie si cette rumeur est vraie, ce qui décourage Aria pour lui dire que c'est en fait elle qui sort avec Ezra.
Le docteur Sullivan, la thérapeute des quatre amies, disparaît et les filles sont forcées de faire une mission afin de la sauver. Elles ont chacune une poupée qui parle et celle d'Aria lui dit d'ordonner à Jackie Molena de quitter Rosewood. Lorsqu'elle le fait, Jackie lui répond qu'elle n'a pas l'intention de quitter Rosewood mais qu'elle ferait mieux de quitter Ezra sinon elle le dira à sa mère. Plus tard dans la soirée, les quatre amies sont arrêtées par la police qui les accuse du meurtre d'Alison. Au commissariat, Ezra confesse à Ella qu'il l'aime. Ella pense qu'il parle de Spencer et elle lui dit que si ses parents l'apprennent, ils le détruiront. Aria rompt avec Ezra mais un mois après son arrestation, ils se croisent par hasard en ville. Plus tard, Aria va dans son bureau pour lui rendre un livre mais elle tombe sur Jackie qui lui dit de rester loin de lui. Ezra lui dit ensuite qu'ils doivent aller voir ses parents pour leur dire qu'ils sont ensemble. Lorsqu'ils le font, Ella et Byron sont très en colère et Mike frappe Ezra. Ezra retourne à son bureau et dit à Jackie qu'il est très en colère contre elle.
Quelques jours plus tard, Byron va à l'appartement de Ezra et l'avertit que si jamais il continue de fréquenter Aria, il le conduira à la police. Après ça, Ezra arrête de répondre aux appels et messages d'Aria. Mais elle n'abandonne pas facilement. Cette dernière fait croire à son père qu'elle sort avec son ami d'enfance, Holden Strauss, alors qu'elle est avec Ezra. Dans l'épisode suivant, il est révélé que personne est au courant qu'ils se sont remis ensemble à part Holden. Plus tard, Ezra déclare à Aria qu'il vient de perdre son travail et qu'il ne peut plus enseigner dans cette ville. À ce moment-là, Aria perd sa virginité avec lui. Ezra quitte Rosewood mais il garde le contact avec Aria. À son retour, ils vont ensemble au bal de fin d'année. Dans cet épisode, qui est le dernier de la saison 2, il a été révélé que « A » est Mona Vanderwaal.

### Saison 3
Cela fait maintenant cinq mois que les filles ont découvert que Mona est « A » et que Garrett Reynolds est l'assassin d'Alison. Aria a passé ses vacances d'été avec Ezra.
Lors d'une soirée pyjama dans la grange de la famille de Spencer, Emily se fait piéger lorsque quelqu'un lui envoie un message du portable de Spencer en lui disant de venir la rejoindre au cimetière. C'est alors qu'elles découvrent que le corps d'Alison a été déterré et qu'Emily pourrait être tenue pour responsable car elle était sur les lieux du crime bien avant qu'Hanna, Spencer et Aria la rejoignent. Les quatre amies se mettent d'accord pour faire comme si cette soirée n'est jamais arrivée d'autant plus qu'Emily ne se souvient de rien.
Dans le premier épisode, il est révélé que les parents d'Aria divorcent officiellement. Plus tard, Aria a un flashback ; dans ce flashback, on voit Aria dans le bureau de son père en compagnie d'Alison. Lorsqu'elle apprend que son père a une liaison avec Meredith (après qu'Alison a trouvé des boucles d'oreilles sur le canapé de son bureau), Aria et Alison saccagent le bureau. Plus tard, Aria révèle à son père que ce n'est pas Meredith qui a saccagé son bureau il y a quelques années de cela, mais elle. En colère, Byron lui dit qu'elle doit aller présenter ses excuses à Meredith. Lorsqu'elle le fait, Meredith lui dit que son père lui a proposé de se revoir. Triste à l'idée que son père se remette avec elle, Aria lui rend les boucles d'oreilles qu'elle avait trouvées avec Alison le soir où elles ont saccagé le bureau, mais Meredith lui dit que ce ne sont pas les siennes.
Aria ne sait pas comment annoncer à sa mère que son père fréquente Meredith, alors elle lui crée un profil sur un site de rencontres. Lorsque Ella l'apprend, elle lui dit qu'elle est au courant pour Byron et Meredith et qu'elle ne veut pas retrouver quelqu'un pour l'instant. Aria lui dit qu'elle comprend.
Dans l'épisode 6, Aria passe la soirée avec Ezra. Lorsque ce dernier est sous la douche, Aria trouve dans un tiroir à chaussettes 50 000 dollars en liquide. Douteuse sur cet argent, Aria quitte l'appartement d'Ezra, pressée. Plus tard, elle va le voir en lui disant qu'elle a trouvé l'argent dans le tiroir. Ce dernier lui dit qu'il a eu toute cette somme lorsqu'il a vendu la voiture que son grand-père lui avait donné.
Lorsque Aria rencontre la mère d'Ezra, elle comprend qu'il vient d'une famille très aisée (dont son vrai nom de famille est Fitzgerald) et la mère d'Ezra lui fait bien comprendre qu'elle est contre leur relation. Plus tard, Aria découvre qu'Ezra a un frère, Wesley, avec qui il ne s'entend pas et elle apprend par ce dernier que lorsque Ezra avait 18 ans, il a mis enceinte sa petite amie de l'époque, Maggie, mais que sa famille a payé celle-ci pour qu'elle avorte.
Dans l'épisode 10, Aria apprend que sa mère fréquente le patron du bar The Brew, Zack, qui est plus jeune qu'elle.
Dans l'épisode 11, Aria retrouve Maggie et va la voir sans qu'Ezra le sache. Elle se fait passer pour une certaine Amy et elle fait croire à Maggie qu'elle voudrait être une personnalité de télé-réalité. Alors qu'elles discutent, Aria découvre que Maggie est maman d'un petit garçon de 7 ans, Malcolm. Aria se dit alors que c'est le fils d'Ezra. Lorsqu'elle se rend à l'appartement d'Ezra pour lui préparer sa fête d'anniversaire, Aria tombe sur Wesley et lui révèle ce qu'elle vient de découvrir. Aria pense alors qu'Ezra est au courant qu'il a un fils. Lorsque Ezra rentre à l'appartement, il déclare à Aria et Wesley qu'il a téléphoné à Maggie et qu'elle va bien. C'est alors qu'Aria et Wesley se rendent compte qu'Ezra ignore qu'il a un fils. Wesley déclare alors à Aria que sa mère est peut-être déjà au courant et Aria lui dit d'aller lui parler.
Dans l'épisode 12, Aria révèle à Hanna qu'Ezra est papa d'un petit garçon de 7 ans mais qu'il ne le sait pas. Hanna lui conseille de lui dire. Alors qu'elle se prépare à le lui révéler, Maggie débarque à l'improviste chez Ezra. Lorsqu'elle voit Aria (qui s'est fait passer pour Amy lors de leur rencontre), Maggie est choquée. Pendant qu'Ezra était dans la cuisine, Maggie supplie Aria de ne rien lui dire à propos de leur fils, Malcolm. Aria finit par accepter de ne rien révéler à Ezra.
Après que Hanna, Aria et Spencer lui ont avertie que Paige est peut-être « A » ainsi que l'assassin de Maya, Emily décide de ne plus leur parler. Plus tard, Emily se fait enlever par Nate qui est en réalité l'assassin de Maya et non son cousin. Son vrai nom n'est pas Nate St Germain mais Lyndon James et il accuse Emily de lui avoir volé Maya et d'avoir joué avec elle. « Nate » s'apprête alors à tuer Paige mais Emily s'enfuit et « Nate » se met à courir après elle. « Nate » tente alors de la tuer avec un couteau mais après un combat, Emily le tue en lui enfonçant le couteau dans la poitrine. « Nate » meurt sur le coup. À ce moment-là, Caleb arrive pour la sauver et découvre Emily en pleurs avec le couteau à la main. Caleb pose son revolver afin de la réconforter. Mais à cet instant-là, Caleb se fait tirer dessus par « A ». La police débarque et une ambulance embarque le corps de « Nate » ainsi que Caleb qui est blessé. Emily se fait interroger par la police mais elle refuse de répondre aux questions voyant que Hanna est dévastée. Elle court vers Hanna et la réconforte, Emily se réconcilie donc avec ses amies.
À la fin de l'épisode, on découvre que Toby fait partie de la « Team A » mais, à part les téléspectateurs, personne ne le sait.
Dans l'épisode 13, lors de la fête d'Halloween, Garrett Reynolds raconte à Spencer quelque chose de très important à propos de la nuit où elle a disparu. Pendant que Melissa et Ian étaient toujours dans la chambre d'Ali, Garrett était avec Jenna chez les DiLaurentis dans l'arrière-cour. Alison et Jenna commencent alors à se battre, soudain, Jenna attrape une crosse de hockey et s'apprête à frapper Ali avec mais Garrett lui prend le bâton des mains. Garrett a fait semblant de frapper Ali - alors qu'il frappait l'arbre pendant qu'Ali était assise par terre. Lorsque Garrett s'est arrêté de frapper l'arbre, Jenna lui a demandé « Ça y est ? Tu l'as tué ? » et Garrett lui a fait croire que oui.
Un peu plus tard, Garrett est revenu chez Ali pour voir si elle allait bien mais à ce moment-là, elle était en train de parler avec Byron Montgomery. Elle était en train de le menacer vis-à-vis de sa liaison avec Meredith. Byron lui a lancé « Tu fais des choses d'adultes alors que tu n'es qu'une gamine » puis Ali a éclaté de rire en lui répondant « Vous savez de quoi je suis capable ! ». Après ce flashback, Spencer va chercher Aria pour qu'il lui raconte tout mais elle est introuvable. Aria s'est fait enlever par « A » puis enfermée dans un coffre avec le corps de Garrett Reynolds. Elle est sauvée par Spencer, Emily et Hanna. Peu après l'arrivée de la police, Toby Cavanaugh et Noel Kahn commencent à se battre et lorsque Toby pousse Noel sur l'applicateur de froid, ils ont retrouvé le corps d'Alison à l'intérieur dans un sac mortuaire.
Dans l'épisode 14, Spencer révèle à Aria que lors de la fête d'Halloween, Garrett Reynolds lui a dit que Byron Montgomery fait partie des derniers à avoir vu Alison en vie et s'est disputé avec elle. Aria refuse de la croire mais lorsqu'elle demande à son père s'il appréciait Alison, celui-ci évite le sujet et Aria se demande alors si son père est impliqué dans le meurtre d'Alison. En parallèle, Aria se montre distante avec Ezra car elle hésite toujours à lui révéler qu'il est papa. Hanna lui conseille de lui dire la vérité. Au lycée, Hanna, Emily, Spencer et Aria découvrent que le manager terrifiant du Lost Woods Resort, Harold Crane, est maintenant le concierge du lycée. Elles l'ont surpris en train de parler avec Mona. Plus tard, elles se sont faufilées dans son bureau et ont trouvé le journal intime d'Ali. À l'intérieur, elles trouvent une page où Ali parle de Byron. Pendant qu'Aria lit cette page, un flashback montre Ali dans le bureau de Byron avec ce dernier ; alors qu'elle regarde par la fenêtre, Ali dit à Byron « Alors vous êtes maintenant chef de département. Vous êtes un homme de pouvoir M. Montgomery ». Lorsque Byron voit où elle veut en venir, il lui dit « On ne va pas avoir de nouveau cette conversation ici » et Ali lui répond « Très bien. Je préfère ne pas en parler. Mais ça va vous coûter cher. La même somme me va », ce qui signifie que cela avait eu lieu auparavant.
Byron a l'air un peu anxieux mais il lui dit qu'elle n'a pas de chance et que Meredith ne fait plus partie de sa vie. Alison lui répond que cela ne signifie pas que sa liaison ne représentait pas un problème et qu'Ella serait anéantie quand même. Byron lui ordonne de partir mais Ali réplique « Si une étudiante appelait un doyen et lui racontait que Meredith a flippé parce que l'un de ses professeurs s'est appuyé sur elle, après qu'il... » Ali fut interrompu par Byron qui lui dit que si jamais elle appelle un doyen, elle allait le regretter. Ali ne semble vraiment pas effrayée et appelle Ella. Byron lui arrache le téléphone des mains et lui serre le poignet. Ali lui dit qu'elle appellerait Ella lorsqu'elle sera seule et Byron lui répond qu'il ne peut toujours pas lui donner l'argent sinon Ella le remarquerait. Ali lui dit qu'il aura le temps de trouver un moyen de prendre cet argent car elle s'en va pour le weekend (le weekend où elle a fait croire aux filles qu'elle était chez sa grand-mère en Géorgie alors qu'elle était à Hilton Head avec Ian). En partant, Ali lui dit qu'ils se verront après ce weekend. Byron a l'air très inquiet.
Dans l'épisode 15, Aria commence à douter de son père et se dit qu'il est peut-être impliqué dans le meurtre d'Alison. Cela n'arrange en rien la situation, lorsqu'une violente dispute éclate entre Byron et Meredith et que plus tard, Meredith déclare à Aria qu'elle pense aussi qu'il est impliqué dans le meurtre d'Ali. Dans la soirée, Aria se rend compte qu'elle a la grippe et Meredith s'occupe d'elle pendant que Byron est au travail.
Dans l'épisode 16, Aria est bloquée chez elle à cause de la grippe et reçoit la visite de Spencer, Hanna et Emily. Elle déclare à ses amies que si son père est bien impliqué dans le meurtre d'Alison, sa famille a donc plus de secrets qu'elle ne peut en supporter. Un peu plus tard, Aria est dans sa chambre en train de se reposer lorsqu'elle rêve d'Alison ; Ali entre par effraction dans la chambre d'Aria pendant que cette dernière dort, et fouille sa chambre. Soudain, elle trouve dans le placard une poupée dans laquelle Aria avait mise une page d'un journal intime d'Ali où elle parle de son père Byron. Lorsque Aria se réveille, elle pense que c'est Meredith et lui demande ce qu'elle est en train de faire mais Alison se retourne en lui disant « Je reprends ce qui m'appartient ».
Aria lui demande si c'est un rêve et Ali lui répond en souriant « Non, ma puce. Je n'ai jamais été aussi réelle ». Lorsque Aria lui demande si elle voit « A », elle lui répond « Oui, à chaque fois que je me retourne. Tout comme toi d'ailleurs et les autres aussi. Je suis surprise que Spencer ne l'ait pas encore découvert ». Lorsqu'Aria lui demande si son père l'a tué, Alison lui répond « Est-ce que j'ai l'air morte selon toi ? Je n'ai jamais été aussi vivante ». Avant de partir, Alison déclare à Aria que Meredith est dangereuse. Au moment où elle passe la porte, Ali pose la poupée à l'entrée de sa chambre et Aria lui court après mais lorsqu'elle ouvre la porte, Ali n'est plus là.
Après cette hallucination, Aria se réveille et voit la poupée assise à l'entrée de sa chambre. Lorsqu'elle se lève, elle se rend compte que Meredith l'a enfermé dans sa chambre et l'a drogué. Lorsque Meredith entre dans sa chambre, Aria réussit à s'échapper mais Meredith la rattrape et lui donne un coup sur la tête qui l'assomme. Elle enferme Aria au sous-sol mais elle est sauvée par Hanna et Emily. Plus tard, Byron rentre à la maison et déclare aux trois amies qu'il a appelé la police et leur affirme qu'il n'a pas tué Alison et leur expliquent ce qui s'est passé entre eux le soir où elle a disparu ; Byron déclare à Ali qu'il n'a toujours pas l'argent et Ali lui dit que s'il ne lui donne pas, elle raconterait tout à Ella. Byron lui dit qu'elle ne serait pas capable de faire une telle chose à Aria, et qu'elle n'est pas si mauvaise au fond mais, Ali réplique « Alors vous ne me connaissez vraiment pas ! ». Byron lui dit qu'il ne lui donnera pas cet argent et, lorsqu'il commence à partir, il voit Melissa sortir de la grange en train de parler à quelqu'un au téléphone et dire à cette personne « Est-ce que je dois appeler le 911 pour avoir ton attention ?! », mais Ali ne remarque pas Melissa.
Dans l'épisode 17, « A » a piégé Spencer afin qu'elle aille tout avouer à Ezra à propos de l'existence de son fils, Malcolm. Au lycée, Ezra va confronter Aria et, en colère, il reproche à Aria de lui avoir menti pendant tout ce temps. Le soir même, Aria va voir Ezra qui est en train de mettre ses valises dans sa voiture. Il lui apprend qu'il part pendant quelque temps pour rejoindre Malcolm et Maggie afin de connaitre son fils. Lorsque Aria lui demande si elle pourra l'appeler, Ezra commence à pleurer et lui dit qu'ils garderont le contact puis il l'embrasse sur le front avant de monter dans sa voiture. Après le départ d'Ezra, Aria va chez Spencer et cette dernière pense qu'Aria lui en veut mais Aria lui dit qu'elle sait qu'elle a été piégée par « A ». Mais Spencer et Aria commencent à se disputer lorsque Spencer déclare à Aria qu'il faudrait qu'elles arrêtent d'en vouloir à « A » à chaque fois que quelque chose va mal dans leur vie. Plus tard dans la soirée, Aria apprend par Emily qu'Alison était probablement enceinte lorsqu'elle a été tuée. Aria se demande alors pourquoi sa grossesse n'a pas été mentionné lors de l'autopsie. Emily lui répond que si elle était vraiment enceinte de seulement deux semaines, sa grossesse a pu ne pas être vu par les médecins lors de l'autopsie.
Dans l'épisode 18, Wesley, le frère cadet d'Ezra, revient à Rosewood pour s'installer dans l'appartement de son frère le temps de son absence. Aria commence à se rapprocher de Wesley et les deux deviennent de bons amis.
Jason va voir les quatre amies au bar pour leur annoncer que les cendres d'Alison seront mises dans une tombe dans un mausolée et que c'est donc l'occasion de lui dire « au revoir » pour la dernière fois. Spencer déclare qu'elle lui a dit tout ce qu'elle avait à lui dire lors de son enterrement puis elle s'en va. Hanna, Aria et Emily se demandent ce qui ne va pas avec Spencer et voient bien qu'elle souffre. Le soir du deuxième enterrement d'Ali, Spencer se rend au mausolée en colère et révèle à Jason qu'Alison était probablement enceinte lorsqu'elle a été tuée et que le père est probablement le détective Darren Wilden. Jason s'en va et Hanna, Aria et Emily, en colère contre elle, s'en vont à leur tour. À l'extérieur du mausolée, Emily se souvient soudainement de la nuit où le corps d'Alison a été déterré : pendant que « A » déterrait le corps d'Ali, Emily, effrayé, lui disait « On ne devrait pas faire ça. On ne devrait pas être là ». Lorsqu'elle s'est mise à hurler, « A » lui a mis la main devant la bouche pour la faire taire. Soudain, au loin, Emily a vu une fille blonde avec un manteau rouge. Après ce flashback, Emily dit alors à Hanna et Aria que c'est elle qui est le leader de la Team A et qu'il se pourrait que ce soit Alison.
Dans l'épisode 19, Aria se rapproche de Wesley et lorsqu'il n'a nulle part où aller car il se cache de sa mère, Aria lui propose de rester quelque temps chez elle. Wesley accepte mais un soir, après une conversation, Aria et Wesley s'embrassent. En parallèle, Aria apprend qu'Emily a eu un accident avec Jason et que ce dernier est à l'hôpital. Après avoir discuté toutes les quatre dans la salle d'attente, Aria, Emily, Hanna et Spencer vont dans la chambre de Jason mais il n'est plus là.
Dans l'épisode 20, tandis que Spencer prend ses distances avec le groupe, Aria l'affronte pour lui demander ce qui ne va pas mais Spencer ne répond à aucune de ses questions. Après les cours, Aria se rend chez Ezra et voit ce dernier en train de défaire ses valises. Ezra lui dit qu'il est revenu à Rosewood dans la nuit et il lui dit aussi qu'il ne lui en veut pas de ne rien lui avoir dit à propos de son fils, Malcolm. Lorsque Aria lui demande où ils en sont dans leur relation, Ezra lui assure qu'ils sont toujours bien ensemble et qu'il l'aime. Heureuse avant tout, Aria est quand même blessée qu'il ne lui ait donné aucune nouvelle lorsqu'il était loin de Rosewood avec Malcolm et Maggie. Un peu plus tard, au Brew, la mère d'Ezra et Wesley vient voir Aria en la remerciant car son fils Wesley est revenu vivre avec elle. Aria est surprise car elle ne voit pas ce qu'elle a pu dire à Wesley pour qu'il rentre chez lui. En même temps, Diane en profite pour faire douter Aria de sa relation avec Ezra maintenant que ce dernier est papa. Le soir, lorsqu'elle se rend chez Ezra, elle trouve ce dernier en train de se disputer avec sa mère. Lorsque Ezra déclare à sa mère qu'il n'a pas honte d'être amoureux d'Aria, il décide de couper les ponts pour de bon avec sa mère. Aria, surprise, l'embrasse en guise de remerciements. Plus tard dans la soirée, Aria va chez Spencer et trouve cette dernière enfermée dans son sauna. Aria la sauve et comprend que « A » a tenté de la tuer. Spencer lui demande d'appeler Hanna et Emily car elle sait qui est le deuxième « A ».
Dans l'épisode 21, Aria et Emily sont sous le choc d'apprendre que Toby fait partie de la Team A. Aria se sent mal pour Spencer pendant qu'Emily refuse de croire que Toby n'a jamais aimé Spencer et qu'il leur veut du mal. Tandis qu'Emily tente de la convaincre que Toby est peut-être forcé de faire partie de la Team A car Mona a peut-être quelque chose contre lui, Spencer lui dit que s'il l'aimait vraiment, il aurait laissé toutes les choses dans la chambre lorsqu'elle a découvert la tanière de « A » et il ne l'aurait pas laissé pleurer devant sa porte pendant des heures. Le lendemain, Aria se rend chez Ezra mais lorsqu'elle ouvre la porte, elle tombe sur Malcolm et Ezra en train de s'amuser ensemble. Ezra lui annonce que Maggie cherche du travail à Rosewood et qu'elle va également s'installer à Rosewood avec Malcolm.
Aria, sous le choc, cache sa déception et fait croire à Ezra que c'est une bonne idée pour qu'il puisse créer des liens avec son fils. Un peu plus tard, Maggie arrive chez Ezra, Aria lui dit que ce n'est pas elle qui a tout révélé à Ezra à propos de Malcolm et qu'elle s'excuse mais Maggie lui affirme qu'elle ne lui en veut pas du tout. Lorsque Maggie demande à Ezra s'il peut garder Malcolm car elle a un rendez-vous professionnel, Ezra lui dit qu'il ne peut pas car il doit donner un cours, Aria leur dit qu'elle peut le garder. Maggie accepte en la remerciant. Aria se rend donc chez elle pour aller chercher de vieux jouets à elle et son frère pour Malcolm et, lorsqu'elle tombe sur sa mère, elle ment en lui disant que ces jouets sont pour Hanna qui fait du baby-sitting.
Alors qu'elle gardait Malcolm, ce dernier tombe et se blesse pendant qu'elle avait le dos tourné. À l'hôpital, Aria et Ezra se disputent car Ezra en veut à Aria mais lorsque cette dernière lui avoue qu'elle n'y connait rien à la parentalité, Ezra lui répond que lui non plus. Après l'hôpital, Aria reçoit un appel d'Hanna. Aria se rend chez cette dernière et Hanna lui avoue que, la nuit dernière, sa mère a renversé le détective Wilden avec sa voiture mais que son corps a disparu et qu'elle panique car « A » a garé la voiture de Wilden dans son garage. Tout à coup, Hanna lui dit qu'elle a une idée. Elles vont dans les bois et mettent la voiture dans le lac. Lorsqu'elle rentre chez elle, Aria annonce à sa mère qu'Ezra est papa. Aria lui avoue qu'elle commence à avoir des doutes sur leur avenir ensemble à cause de son nouveau rôle de père. Ella lui dit que ce n'est pas grave ni égoïste si elle ne se sent pas capable d'accepter sa nouvelle vie. Aria se met à pleurer en lui disant qu'elle l'aime mais Ella lui dit que parfois, il faut savoir prendre du recul pour pouvoir respirer de nouveau. Le lendemain, Aria apprend que Toby est mort et se rend chez Emily avec Hanna. Emily se sent coupable car elle se dit que c'est peut-être à cause de ses recherches s'il est mort mais Aria est persuadé que c'est encore un plan de "A" et que Toby n'est pas mort. Lorsqu'elles tentent de contacter Spencer pour lui en parler, Spencer est introuvable.
Dans l'épisode 22, Aria, Emily et Hanna se demandent où est passée Spencer car elle est introuvable. Au lycée, elles reçoivent la visite de Melissa qui leur annonce qu'elle va prévenir la police car Spencer n'est rentrée à la maison la veille. Entre-temps, Aria apprend par Ezra qu'il cherche du travail afin d'aider Maggie à payer les biens de Malcolm et qu'il pense à redevenir professeur mais qu'il ne pense pas que ce soit une bonne idée à cause de leur relation. Peu après, Emily annonce à Aria et Hanna que Spencer a été interné à Radley après que des gardes forestiers l'aient retrouvée dans les bois. Emily leur annonce aussi que seul la famille peut lui rendre visite. Peu après, Aria va voir son père et lui demande s'il peut réembaucher Ezra à l'université dans laquelle il travaille mais ce dernier lui répond qu'il ne peut pas. Le lendemain, dans les toilettes du lycée, Aria va voir Mona et la menace en lui disant que si Spencer ne se rétablit pas vite, elle allait le regretter. Au même moment, Aria est appelée dans le bureau du proviseur. Ce dernier lui annonce qu'Ezra a postulé pour être de nouveau professeur de littérature dans l'établissement mais, pour pouvoir l'embaucher, il doit lui demander s'ils sont toujours ensemble. Aria ment en lui répondant qu'ils ne sont plus ensemble depuis longtemps. Plus tard, les filles apprennent que la police a trouvé un corps dans les bois et qu'il s'agit de celui d'un campeur.
Dans l'épisode 23, Aria, Hanna et Emily vont voir Spencer à Radley et lui apprennent que la police a trouvé le corps d'un campeur dans les bois et qu'il était porté disparu depuis plusieurs jours. Cependant, Spencer est persuadée que le corps est celui de Toby. Le lendemain, pendant qu'Ezra et Aria prennent le petit-déjeuner ensemble, Ezra déclare à Aria que Maggie n'a personne pour garder Malcolm le soir même. Aria lui propose de le garder ce qu'Ezra accepte. Dans l'après-midi, Aria se rend à la morgue avec Emily et Hanna pour prendre en photo le corps que la police a trouvé dans les bois afin de prouver à Spencer que Toby n'est pas mort. Pendant qu'Emily et Hanna se chargent de trouver le corps, Aria reste devant la porte afin de surveiller si quelqu'un arrive. Au moment où Emily et Hanna trouvent le corps, Aria entend l'ascenseur, qui se situe à quelques mètres d'elle, s'ouvrir. Aria voit la fille au manteau rouge sortir de l'ascenseur et lorsque cette dernière s'aperçoit qu'Aria l'a vue, elle repart dans l'ascenseur. Aria essaye de la rattraper mais les portes de l'ascenseur se sont déjà refermées.
Juste après, les trois filles s'en vont. Le soir même, Aria va chercher Malcolm à son cours de karaté mais une femme lui annonce que quelqu'un est déjà venue le chercher. Lorsque Aria lui demande si cette personne est Maggie, la femme lui répond que ce n'est pas elle mais une jeune femme prénommée Aria Montgomery. Dans le casier de Malcolm, Aria trouve un ticket pour le carnaval qui est organisé dans le centre-ville. À la fête foraine, Aria voit au loin Malcolm avec « A ». Après avoir couru en le cherchant, elle le trouve seul dans un chapiteau à attendre que le spectacle des marionnettes commencent. Lorsqu'elle lui demande qui est venu le chercher, Malcolm lui répond que c'est une amie à elle prénommée Alison. Aria le prend par la main et s'en va. Plus tard, au restaurant, Ezra déclare à Aria que Malcolm la remercie car il s'est beaucoup amusé à la fête foraine. Aria ne comprend pas et trouve cela bizarre que Malcolm la remercie alors que c'est « A » qui l'a enlevé. Cependant, elle ne révèle pas la vérité à Ezra. Aria lui avoue qu'elle ne peut plus gérer cette situation. Ezra ne comprend pas et lui demande de quoi elle parle. Aria lui déclare que désormais ce n'est plus seulement lui et elle, et que quelqu'un va finir par être blessée et qu'elle préfère que ce soit elle plutôt que quelqu'un d'autre. Ezra lui explique que c'est normal de craquer et qu'elle ira mieux demain. Aria s'en va et se rend compte qu'Ezra est dans le déni car il ne veut pas rompre avec elle. Juste après, Aria rentre chez elle et raconte tout à Hanna. Tout à coup, Emily débarque et leur annonce que la police vient de trouver un autre corps dans les bois qui n'a pas encore été identifié et que tout ce qu'ils savent c'est qu'il s'agit d'un jeune homme de la vingtaine.
Dans l'épisode 24, Aria rompt définitivement avec Ezra en lui disant que le fait qu'il soit papa change tout à leur relation. Aria, Hanna et Emily découvrent aussi que Spencer fait partie de la Team A et, plus tard, lui tendent un piège pour savoir pourquoi elle a rejoint la Team A. Spencer leur avoue qu'elle a rejoint la Team A seulement pour savoir qui est « La fille au manteau rouge » et aussi pour revoir Toby, qui est en réalité bien vivant.
Spencer leur révèle le plan que Mona leur prépare et les quatre filles mettent alors au point leur propre plan. Le soir même, dans le chalet des Hastings dans les bois, Toby, Spencer et Mona attendent Emily, Hanna et Aria mais Mona s'impatiente et déclare que « La fille au manteau rouge » va bientôt arriver. Pendant que Spencer et Toby vont dans les bois pour attendre « La fille au manteau rouge », Aria, Hanna et Emily restent avec Mona dans le chalet. Pendant qu'elles se disputent, quelqu'un (dont l'identité est inconnu) met le feu au chalet.
Un peu plus tard, les quatre filles se réveillent à l'extérieur du chalet et Spencer les rejoint. Mona et Hanna déclarent que c'est Alison qui leur a sauvé la vie en les sortant du chalet. En voiture, Mona révèle aux quatre filles qu'elle ne connait pas l'identité de Grand A car elle portait toujours un masque mais qu'elle ressemblait à Alison. Elle leur déclare aussi qu'elle regrette d'avoir fait équipe avec Grand A car elle est très dangereuse. Soudain, Emily remarque que la voiture du détective Wilden (qu'Hanna et Aria avait poussée dans le lac) est garée sur le bord de la route. Elles descendent de voiture et lorsqu'elles s'approchent de la voiture, la vidéo de surveillance dévoile que c'est Shana et Jenna qui ont sauvé Wilden après qu'il a été renversé par Ashley. Elles s'aperçoivent que le coffre de la voiture est bloqué et juste avant de l'ouvrir, elles reçoivent toutes les cinq un message de « A » disant : « Désormais, vous m'appartenez. Bisous, bisous. -A ». Au moment où elles ouvrent le coffre, elles sont sous le choc de découvrir ce qu'elles ont trouvé.

### Saison 4
Après avoir découvert un cochon mort dans le coffre de la voiture de Wilden, les quatre amies n'ont pas d'autres choix que de s'allier avec Mona - qui est désormais une victime de plus pour « A ». Alors que le corps de Wilden a été retrouvé le lendemain, les cinq filles décident de poursuivre leurs recherches sur « A » et sur l'assassin de Wilden. En parallèle, Aria fait la connaissance d'un dénommé Jake, avec qui elle va sortir pendant quelque temps.
Entre-temps, Aria, Hanna, Spencer et Emily découvrent que Jessica DiLaurentis, la mère d'Alison et de Jason, est de retour à Rosewood et trouvent cela étrange. Alors qu'elles cherchent différentes pistes sur qui pourrait être « A » et « la fille au manteau rouge », les quatre amies découvrent, à Ravenswood (ville voisine de Rosewood), que « A » est en réalité un homme, que ce Drake n'est autre que « la fille au manteau rouge » et qu'Alison est toujours vivante.
À la fin de l'épisode spécial Halloween, il est révélé que Ezra Fitz pourrait être impliqué dans la Team A. Dès son retour à Rosewood, Aria met un terme à sa relation avec Jake pour se remettre avec Ezra. Cependant, Spencer se demande si Ezra n'est pas celui qui a tué Alison ; dès lors, avec l'aide d'Emily et d'Hanna, elle commence à enquêter sur ce dernier. Ezra apprend que Spencer enquête sur lui et révèle à Aria que son amie se drogue. Inquiètes pour Spencer, Hanna et Emily se demandent si elles avaient raisons de croire qu'Ezra est « A » et remettent en question les doutes de Spencer. Lorsque cette dernière fait part, à Aria, de sa théorie sur Ezra et Alison, Aria pense qu'elle est actuellement sous l'emprise de la drogue.
Cependant, plus tard dans l'épisode, Aria découvre qu'Ezra est en train d'écrire un roman sur Alison et sa disparition, et qu'ils étaient, en effet, amants peu avant la disparition de celle-ci. Aria va donc confronter Ezra qui lui avoue qu'il la connaissait avant même qu'ils ne se rencontrent et que, au début de leur relation, il l'utilisait pour obtenir plus d'informations sur les causes de la mystérieuse disparition de son ex-petite amie, Alison. En revanche, Ezra lui déclare que son amour pour elle était sincère et qu'il est réellement tombé amoureux d'elle. Cependant, Aria ne le croit pas et rentre chez elle, dévastée.
Quelques jours plus tard, Aria apprend qu'Ezra a quitté la ville temporairement pour cause de problèmes familiaux. Elle se rend alors à son appartement pour approfondir ses recherches sur « A » et, sous l'effet de la colère et de la tristesse, saccage son appartement. Fatiguée que ses amies tentent de l'aider à aller mieux, Aria décide de quitter la ville temporairement. Elle se rend à New York, à l'université de Syracuse, où elle fait la rencontre de Riley, un jeune musicien, avec qui elle va avoir une aventure. Sous les conseils du jeune homme, Aria revient à Rosewood et va voir Ezra pour lui demander de quitter la ville pour de bon. Ce dernier accepte, mais lui demande de lire son roman pour lui faire comprendre que ce qu'il ressentait pour elle était sincère. Aria accepte et, après l'avoir lu, elle se rend précipitamment chez Emily avec Spencer et Hanna. Elle leur révèle qu'Ezra pense que Jessica DiLaurentis est « A ».
Dans l'avant-dernier épisode de la saison 4, Ella revient de son voyage en Europe avec son nouveau petit ami, Zack, et annonce à Aria qu'ils se sont fiancés. Aria est très heureuse pour sa mère. Dans le dernier épisode de la saison 4, Alison donne rendez-vous à ses quatre amies, à New York, pour leur révéler ce qui s'est réellement passé la nuit de sa disparition. Cependant, elle leur explique que si elles ne découvrent pas qui est « A » ce soir, elle devra quitter Rosewood définitivement et ne plus jamais revenir.
Dans un premier flashback, on voit Ali et Ian à l'hôtel Hilton Head, la veille de sa disparition, quand Melissa a débarqué en disant à Ian qu'elle est au courant qu'il la trompe avec Ali. Alors qu'ils discutent, Ali fait une copie de toutes les vidéos de Ian et quitte précipitamment l'hôtel avant qu'Ian et Melissa ne remarquent son absence. Elle rentre à Rosewood et va menacer Jenna en lui disant que si elle n'arrête pas de lui envoyer des textos anonymes, elle diffuserait la vidéo où elle force Toby a couché avec elle. Cependant, à ce moment-là, Ali reçoit un texto disant : « Jenna ne peut pas te voir, moi si. Ce soir, je vais te tuer. -A ». Ali raye alors Jenna de sa liste des suspects. Le soir même de sa disparition, alors qu'elle s'apprêtait à rejoindre ses amies à la grange des Hastings pour leur soirée pyjama, Jessica DiLaurentis interdit Ali d'y aller. Mais, après avoir volé des somnifères, Ali sort en cachette pour rejoindre ses amies. Arrivée à la grange, Ali met les somnifères dans le verre de ses amies, ce qui explique pourquoi elles se sont toutes endormies, sauf Alison. Une fois endormies, Alison en profite pour sortir de la grange et va rejoindre Ian pour lui dire d'arrêter de lui envoyer tous ces textos anonymes. Alors qu'il nie les faits, Alison menace de diffuser toutes les vidéos qu'elle a trouvées sur son ordinateur. Ian met un terme à leur liaison et s'en va en lui disant qu'elle n'a pas intérêt à faire ça. Après avoir vu Toby, Alison est allée voir Ezra. Ce dernier lui en voulait d'avoir menti sur son âge et qu'il se sentait coupable. Alison lui dit qu'ils n'ont jamais couché ensemble, donc qu'il n'y avait aucun risque.
Cependant, Ezra lui dit que ce serait mieux s'ils arrêtaient de se voir. Alison est d'accord avec lui, mais lui demande de ne surtout pas oublier de parler d'elle dans son roman. Après avoir vu toutes ces personnes, Alison revient à la grange où ses amies dormaient toujours, en attendant de recevoir un nouveau texto de « A »; mais en vain. Dès lors, elle se rend compte que Spencer n'est pas endormie et commence à se disputer avec elle. Durant leur dispute, Ali découvre que Spencer et sous l'emprise de la drogue - et que c'est pour cela que les somnifères n'ont eu aucun effet sur elle, et lui promet de ne rien dire.
Alors qu'elle raccompagne Spencer à la grange, Alison rentre chez elle en pensant avoir gagné contre « A ». Cependant, elle vit Jessica DiLaurentis la fixer par la fenêtre du salon, en colère qu'elle lui ait désobéi, et, à ce moment-là, quelqu'un jette une pierre sur la tête d'Alison - qui l'assomma du premier coup. Horrifiée par cette image, Jessica DiLaurentis enterre alors sa propre fille dans l'arrière-cour, alors qu'Alison était toujours vivante et essayait de le lui dire. Pendant que sa mère continuait de l'enterrer, Alison entendait sa mère répéter sans cesse : « Pourquoi tu as fait ça ? Pourquoi ? ». Peu après, elle fut sauvée par Carla Grunwald et, alors que son amie voulait l'emmener à l'hôpital, Alison prit la fuite et fut retrouvée, sur le bord de la route, par Mona Vanderwaal. Cette dernière a emmené Ali dans un motel et lui a dit qu'il fallait qu'elle quitte Rosewood.
Dès lors, Ali a enfilé une perruque brune et, sous un faux nom, a quitté la ville le lendemain. Juste avant son départ, Ali lui a dit ce qu'il fallait qu'elle fasse pour devenir populaire. De retour à la réalité, après tous ces flashbacks, Alison explique à ses amies que c'est elle qui a poussé Ian du haut du clocher pour sauver Spencer, qu'Ezra est en train de l'aider, en pensant qu'il pourrait la reconquérir, et que sa mère, Jessica DiLaurentis, sait parfaitement qui a essayé de la tuer et qu'elle est en train de protéger cette personne. Avant même qu'elles ne puissent terminer cette conversation, Aria, Spencer, Hanna, Emily et Alison sont retrouvées par « A » qui les attend avec un revolver à la main. Les cinq amies courent sur le toit de l'immeuble et sont rattrapées par Ezra qui tente de les sauver. Ezra déclare qu'il sait qui est « A » mais, à cet instant-là, il se fait tirer dessus. « A » en profite pour s'enfuir. À la fin de l'épisode, on ignore si Ezra est vivant ou pas. Son statut sera révélé dans le premier épisode de la saison 5. Dans la dernière scène de l'épisode, « A » est en train d'enterrer Jessica DiLaurentis : ce qui laisse penser qu'il y a deux « A ».

### Saison 5
Afin de sauver ses amies Aria va prendre un fusil et tuer Shana .

### Saison 6
Au début de la saison 6, elle est toujours coincée dans la maison de poupées ou « A » les torture pendant près de deux mois. Elle en sera traumatisée et refusera de parler de ce qu'il s'est passé malgré les encouragements de sa famille et d'Ezra. Ses œuvres ont été exposés dans une galerie d'art. Elle est interdite de bal pour sa sécurité mais elle ira quand même avec Hanna, Emily, Spencer, Ezra, Toby ainsi que Caleb lorsqu'elles apprennent qu’Alison y est allé pour rencontrer Charles alias « A ».
Dans l'épisode 10, elle apprend l'identité de Charles qui est donc Charles Dilaurentis mais qui a changé de sexe pour devenir Charlotte Dilaurentis mais qui a été interné une bonne partie de sa vie et l'on connait Charlotte sous le nom de Cece Drake.
Après le saut des cinq ans, elle travaille dans une maison d'édition à Boston. Elle a un nouveau copain prénommé Liam qui travaille avec elle. Elle est toujours en contact avec Ezra car elle publie son livre.